# Grgarske Ravne
Grgarske Ravne – wieś w Słowenii, w gminie miejskiej Nova Gorica. W 2018 roku liczyła 126 mieszkańców. 